# Trichogrammatoidea lutea
Trichogrammatoidea lutea är en stekelart som beskrevs av Girault 1911. Trichogrammatoidea lutea ingår i släktet Trichogrammatoidea och familjen hårstrimsteklar. Inga underarter finns listade i Catalogue of Life.